# سارا براون (سیاست‌مدار)
سارا براون (به انگلیسی: Sarah Brown) سیاست‌مدار انگلیسی و عضو حزب حزب لیبرال دموکرات است.
او یک زن ترنس است.